# Anna Fillat Prat
Anna Fillat Prat (Lleida, 1969) és una jugadora d’handbol, dirigent esportiva i professora universitària catalana.
Central i també extrem, començà a practicar l'handbol a l'escola Isaura de Lleida. Posteriorment, jugà a l'INEFC de Lleida i a l'Associació Lleidatana d'Handbol, amb el qual aconseguí l'ascens a la Divisió d'Honor estatal la temporada 1997-98. Després de la seva retirada esportiva, ha exercit com a directiva i entrenadora a l’Handbol Pardinyes. Llicenciada en Educació física i màster en Activitat física adaptada, treballa com a coordinadora d'activitats físiques i esportives a la Fundació Aspros i com a professora associada a la Facultat d'Educació, Psicologia i Treball Social de la Universitat de Lleida.
Entre d'altres reconeixements, rebé el guardó Gran Persona de Lleida 2019 a la XXIV Nit d’Els Armats.